# South Pass City
Koordinaten: 42° 28′ 5,8″ N, 108° 47′ 59,4″ W

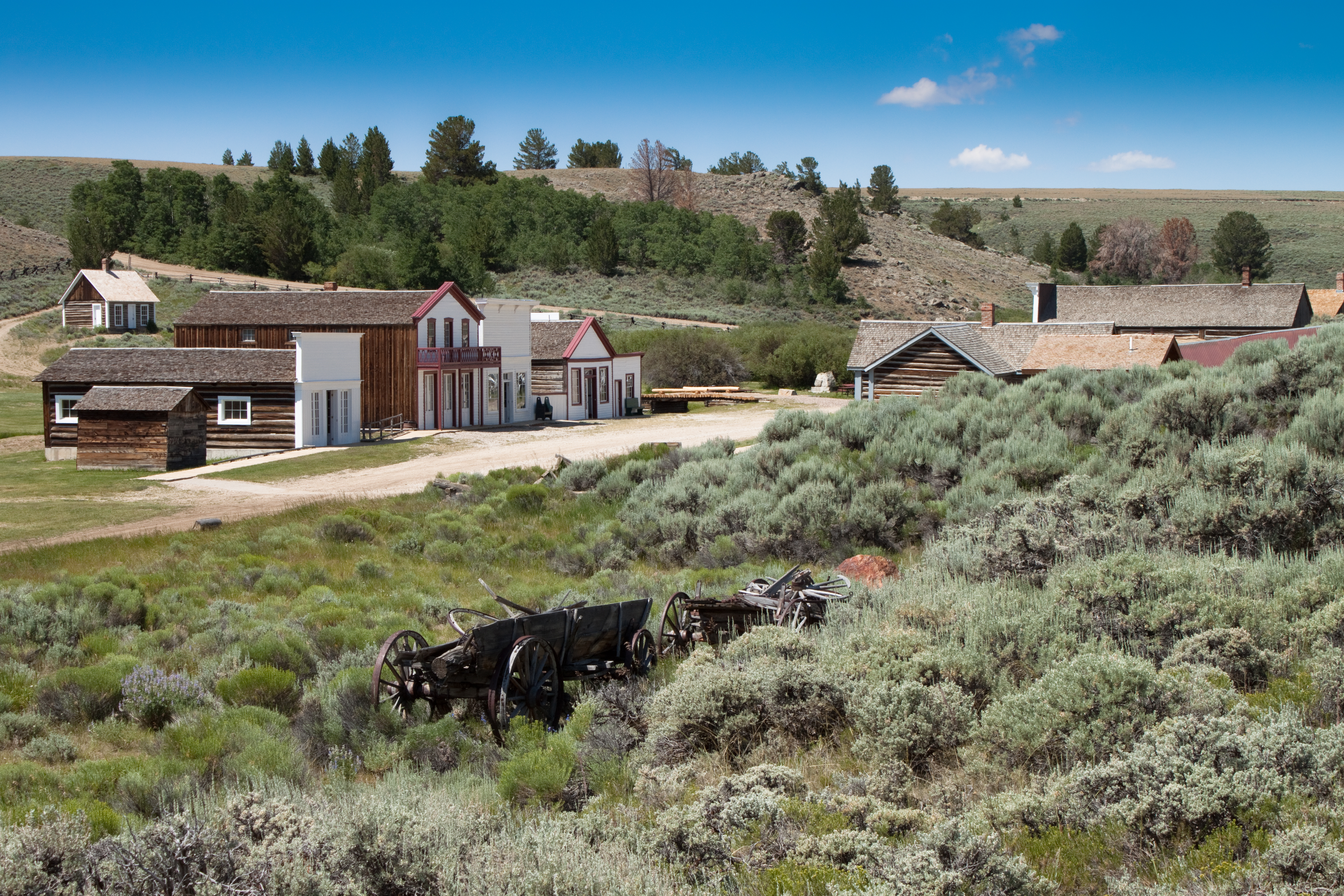
South Pass City Historic Site

South Pass City ist ein gemeindefreies Gebiet in Fremont County, im US-Bundesstaat Wyoming. Es liegt auf der Passhöhe des South Pass, in der Nähe der Ortschaft Atlantic City und umfasst einen Wohnteil, das eigentliche South Pass City, sowie ein Freilichtmuseum, die South Pass City Historic Site. Seit dem 26. Februar 1970 ist der Ort im National Register of Historic Places gelistet.

## Geschichte
Der South Pass diente den Reisenden des Oregon Trail von ca. 1840 bis zur Errichtung der Union Pacific Railroad im Jahre 1869 als Hauptübergang über die Rocky Mountains. 1866 wurde nahe der Passhöhe Gold gefunden. Ein Jahr später gründeten die vom Goldfund angelockten Goldsuchenden und Abenteurer South Pass City und die Carissa-Mine nahm den Betrieb auf. Der Boom hielt 1868 an. Die Bevölkerung auf dem South Pass stieg auf 2000, mehr als die Hälfte davon wohnte in South Pass City, die übrigen in den benachbarten Ortschaften Atlantic City und Hamilton City. Alleine South Pass City wies zu dieser Zeit über 250 Gebäude auf, darunter sieben Hotels und mehrere Läden.

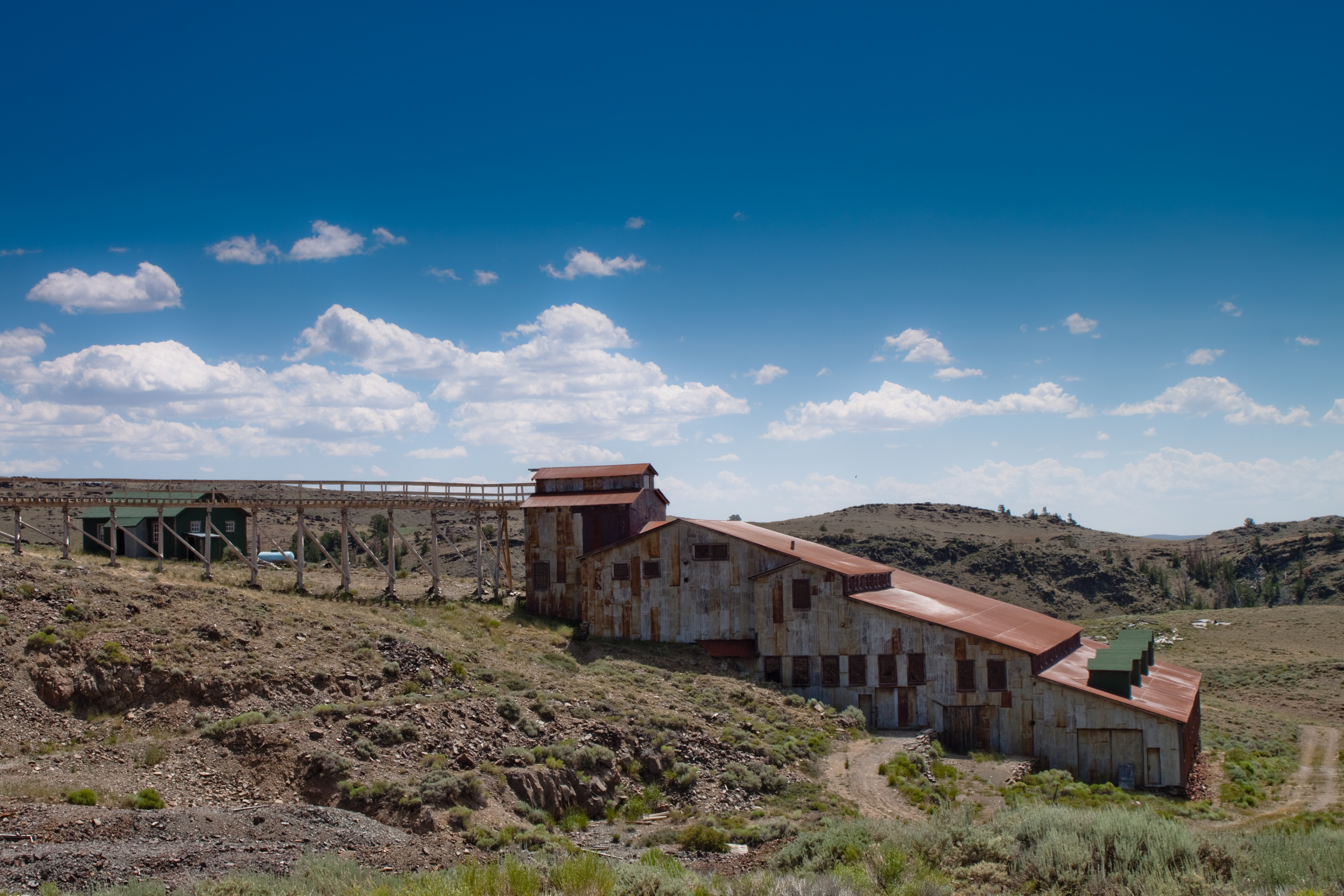
Carissa-Mine, South Pass City

Minen- und Saloonbesitzer William Bright initiierte im ersten Parlament des Wyoming-Territoriums eine Gesetzesvorlage, gemäß der Frauen wählen durften. Das Gesetz trat 1869 in Kraft. Damit war Wyoming das erste Territorium der USA, in dem das Frauenwahlrecht eingeführt wurde. 1870 wurde Esther Hobart Morris, ebenfalls in South Pass City wohnhaft, zur ersten weiblichen Friedensrichterin ernannt.
Ab 1872 verließen viele Minenarbeiter und Geschäftsleute South Pass City, enttäuscht von den mageren Goldfunden und weil die Gegend weniger Geld umsetzte als erhofft. Bis 1875 war die Bevölkerung auf dem South Pass auf rund 100 Personen gesunken. Der nahegelegene Militärposten von Camp Stambaugh wurde 1878 aufgegeben. Spätere Goldfunde führten zu einem zweiten kleineren Boom, der die Bevölkerung vorübergehend wieder auf 500 steigen ließ. Insgesamt wird der Wert des Goldes aus der South-Pass-Region auf 7 Millionen US-Dollar geschätzt. Heute wohnt noch eine Handvoll Personen in South Pass City.

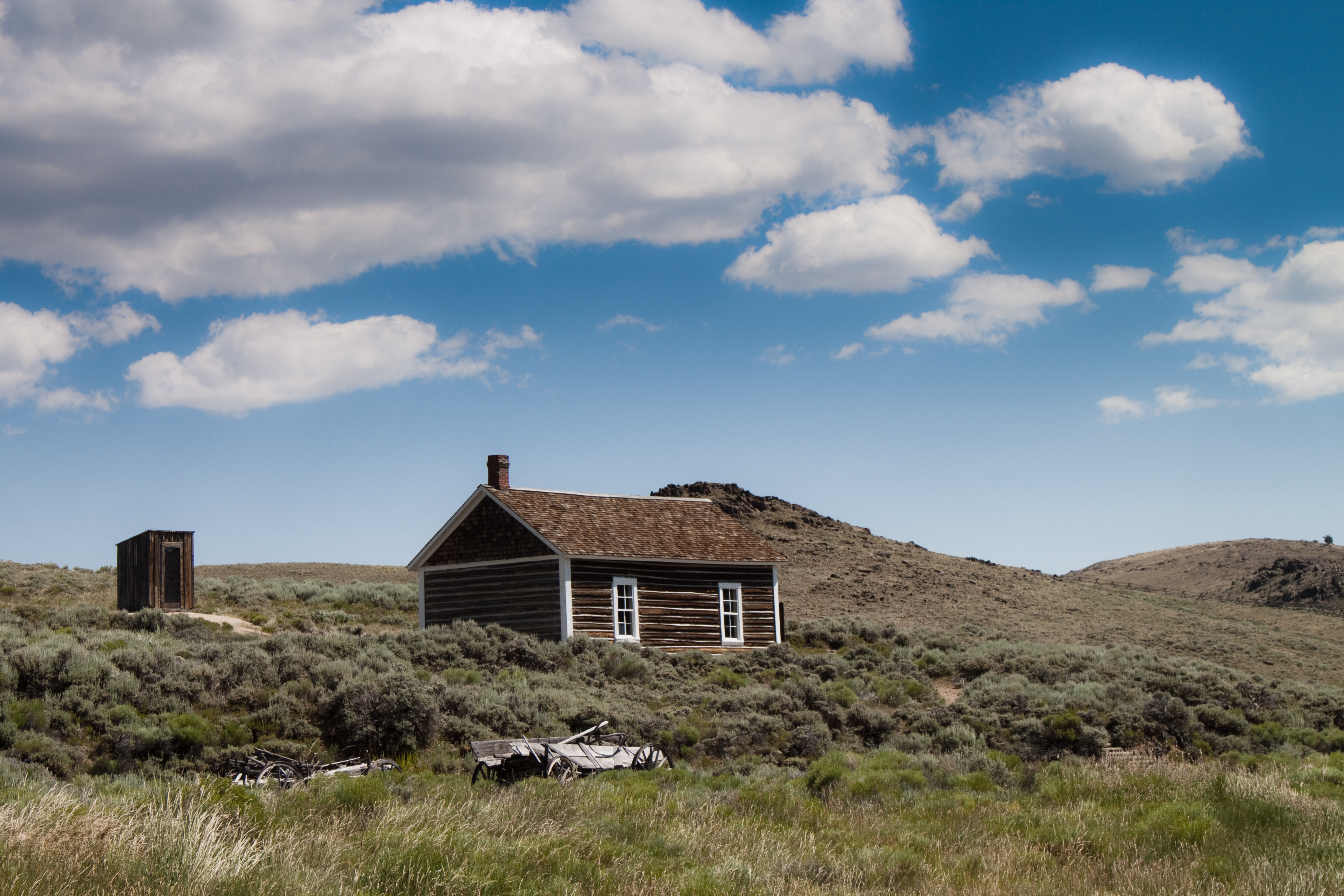
South Pass City Historic Site

## South Pass Historic Site
1966 kaufte die Wyoming's 75th Anniversary Commission das Gebiet von South Pass City, um die lokale Geschichte als Freilichtmuseum der Öffentlichkeit zu präsentieren. Seit 1970 wird die South Pass Historic Site im National Register of Historic Places gefüḧrt. Inzwischen wurden rund 30 Gebäude von South Pass City restauriert und zur Besichtigung freigegeben. In den Gebäuden werden 30.000 Artefakte ausgestellt. 2004 kaufte die Behörde Wyoming State Parks and Cultural Resources die etwas außerhalb gelegene Carissa-Mine.